# Drăguşeni (Galaţi)
Drăguşeni é uma comuna romena localizada no distrito de Galaţi, na região de Moldávia. A comuna possui uma área de 93.61 km² e sua população era de 5680 habitantes segundo o censo de 2007.